# Luz María Puente
Luz María Puente (Los Ángeles, California, 20 de noviembre de 1923-23 de febrero de 2021) fue una pianista y pedagoga mexicana.

## Trayectoria
Nació en la ciudad de Los Ángeles pero radicó en México desde temprana edad. Se inició en el piano a los cinco años. A su llegada a la Ciudad de México, realizó estudios en el  Conservatorio Nacional de Música bajo la instrucción de Alberto Montero y Angélica Morales. Aprendió música de cámara con Sandor Roth y tomó cursos de perfeccionamiento con Henryk Szeryng. Continuó trabajando su técnica pianística con Bernard Flavigny, Jörg Demus, Michele Campanella y Guido Agosti en la Ciudad de México, México  y Siena, Italia. 
Comenzó a dar clases de piano a los niños cuando aún era estudiante, lo cual le llevó a crear su propio método de enseñanza.
Se presentó como solista con casi todas las orquestas sinfónicas de México y actuó en las principales salas de concierto de Bruselas, Ginebra, Nueva York, Nuremberg, París, Roma, Viena, bajo la guía de directores como José Guadalupe Flores, Enrique Diemecke, Armando Vargas, Enrique Batiz, Sergiu Celibidache, Carlos Chávez, Luis Herrera de la Fuente, Jerzy Semkow, Lorin Maazel, Eduardo Mata y José F. Vásquez.
Actuó en numerosos recitales de cámara con Szeryng y con Luz Vernova, entre otros distinguidos músicos del siglo XX. Asimismo, colaboró con el Cuarteto México y el Cuarteto de Bellas Artes. También ofreció numerosos cursos de perfeccionamiento pianístico en el Conservatorio Nacional de México. En donde conoció a Juan José Osorio, con quien contrajo matrimonio y tuvo cuatro hijos,
Tiempo después, al ser nombrado Luis Sandi directivo del Departamento de Música de Bellas Artes, Luz María Puente fue invitada para hacerse cargo de la Coordinación General de los cursos impartidos por Flavigny en aquel recinto; así como en la Sala Manuel M. Ponce del Palacio de Bellas Artes, y en la Sala Chopin. 
Hacia 1960 se inició como concertista de Bellas Artes, y desde entonces fue invitada para ofrecer presentaciones en París, Viena, Roma, Madrid, Bruselas, Nuremberg, Estados Unidos, Centroamérica, y en México.
Falleció el 23 de febrero de 2021 a los noventa y siete años.

## Premios y reconocimientos
En 2008 la Orquesta de Cámara de la Ciudad de México le rindió un homenaje durante un concierto, por su trayectoria como solista y maestra de varias generaciones de pianistas. El 26 de enero de 2015 El Consejo Nacional para la Cultura y las Artes y la Academia Medalla Mozart A.C. le otorgaron a Puente la Medalla en la Categoría Mérito, junto a Gallya Dubrova, Natia Stankivitch y Virgilio Valle.
En septiembre de 2017 recibió la medalla de Bellas Artes.

## Vida personal
Fue madre del pianista Jorge Federico Osorio, considerado en 2017 uno de los pianistas más relevantes del mundo.

## Discografía
- Romanticismo Tenaz: música mexicana para violín y piano. Piano: Luz María
- Puente, Violín: Antonio Tornero. México, Quindecim Recordings, 2000